# Beistum (cidade)
Beistum (Behistun), Bisitum (Bisitun) ou Bisutum (Bisutun; em persa: بيستون) é uma cidade do Irã localizada na província de Quermanxá, condado de Harcim, distrito de Beistum, onde é sede. Segundo o censo de 2016, havia 4 942 habitantes. Próximo a ela fica o monte Beistum no qual consta a famosa inscrição do Império Aquemênida.

## bibliografia
- «Bisotun». City Population

- Donner, Herbert (2006). História de Israel e dos povos vizinhos. II. São Leopoldo: Editora Sinodal

- Falção, Silas Alves (1964). Panorama do Velho Testamento. Rio de Janeiro: Casa Publicadora Batista

- Nascente, Antenor (1932). Dicionário etimológico da língua portuguesa. 2. Lisboa: F. Alves